# لوتار شتارك
لوتار شتارك (بالألمانية: Lothar Stark)‏ هو صحفي ومنتج أفلام ألماني، ولد في 5 سبتمبر 1876 في Strzeleczki ‏ في بولندا، وتوفي في 31 مارس 1944 في ستوكهولم في السويد.

## وصلات خارجية
- وثار ستارك على موقع IMDb (الإنجليزية)
- وثار ستارك على موقع قاعدة بيانات الفيلم (الإنجليزية)
- وثار ستارك على موقع كينوبويسك (الروسية)